# جوایز موسیقی ان‌آرجی
جوایز موسیقی ان‌آرجی (انگلیسی: NRJ Music Award) جایزه‌ای است که توسط ایستگاه رادیویی فرانسوی ان‌آرجی از بهترین‌ها در صنعت موسیقی فرانسه و جهان تجلیل می‌کند. این مراسم جوایز در سال ۲۰۰۰ توسط ان‌آرجی با همکاری شبکه تلویزیونی ت‌اف۱ ایجاد شد و هر سال در اواسط ژانویه در کن (پروانس-آلپ-کوت دازور، فرانسه) برگزار می‌شد. این مراسم هم‌اکنون در ماه نوامبر برگزار می‌شود. آنها جوایز را به موسیقی‌دانان مشهور در دسته‌بندی‌های متفاوت اهدا می‌کنند. نام «ان‌آرجی» به معنای "Nouvelle Radio des Jeunes" (new radio of the young) است.